# Phyllanthus dinteri
Phyllanthus dinteri är en emblikaväxtart som beskrevs av Ferdinand Albin Pax. Phyllanthus dinteri ingår i släktet Phyllanthus och familjen emblikaväxter.
Artens utbredningsområde är Namibia. Inga underarter finns listade i Catalogue of Life.